# San Antonio (Quezon)
San Antonio is een gemeente in de Filipijnse provincie Quezon op het eiland Luzon.Bij de laatste census in 2010 telde de gemeente bijna 32 duizend inwoners.

## Geografie

### Bestuurlijke indeling
San Antonio is onderverdeeld in de volgende 20 barangays:
| - Arawan - Bagong Niing - Balat Atis - Briones - Bulihan - Buliran - Callejon - Corazon - Loob - Magsaysay | - Manuel del Valle, Sr. - Matipunso - Niing - Poblacion - Pulo - Pury - Sampaga - Sampaguita - San Jose - Sinturisan |

## Demografie
San Antonio had bij de census van 2010 een inwoneraantal van 31.681 mensen. Dit waren 1.658 mensen (5,5%) meer dan bij de vorige census van 2007. Ten opzichte van de census van 2000 was het aantal inwoners gegroeid met 5.262 mensen (19,9%). De gemiddelde jaarlijkse groei in die periode kwam daarmee uit op 1,83%, hetgeen lager was dan het landelijk jaarlijks gemiddelde over deze periode (1,90%).

De bevolkingsdichtheid van San Antonio was ten tijde van de laatste census, met 31.681 inwoners op 172,93 km², 183,2 mensen per km².